# Gerhard Himmel
Gerhard Himmel (Hanau, 12 de mayo de 1965) es un deportista alemán que compitió para la RFA en lucha grecorromana.
Participó en los Juegos Olímpicos de Seúl 1988, obteniendo la medalla de plata en la categoría de 100 kg. Ganó una medalla de oro en el Campeonato Mundial de Lucha de 1989 y una medalla de bronce en el Campeonato Europeo de Lucha de 1988.

## Palmarés internacional
| Juegos Olímpicos   | Juegos Olímpicos     | Juegos Olímpicos  | Juegos Olímpicos |
| Año                | Lugar                | Medalla           | Categoría        |
| ------------------ | -------------------- | ----------------- | ---------------- |
| 1988               | Seúl (Corea del Sur) | Medalla de plata  | 100 kg           |
| Campeonato Mundial |                      |                   |                  |
| Año                | Lugar                | Medalla           | Categoría        |
| 1989               | Martigny (Suiza)     | Medalla de oro    | 100 kg           |
| Campeonato Europeo |                      |                   |                  |
| Año                | Lugar                | Medalla           | Categoría        |
| 1988               | Kolbotn (Noruega)    | Medalla de bronce | 100 kg           |